# 希甘特
希甘特是哥倫比亞的城鎮，位於該國西南部，由乌伊拉省負責管轄，距離首府內瓦84公里，面積626平方公里，海拔高度860米，主要經濟活動有農業、畜牧業和採礦業，2005年人口28,174。
2°23′12″N 75°32′46″W / 2.38667°N 75.5461°W